# جولی آنتونی (تنیس‌باز)
 جولی آنتونی (انگلیسی: Julie Anthony؛ زاده ۱۳ ژانویهٔ ۱۹۴۸) یک تنیس‌باز اهل ایالات متحده آمریکا است.